# Єремей Григорій Ісидорович
Григорій Ісидорович Єремей (22 квітня 1935, село Тирнова, тепер Єдинецького району, Молдова) — радянський молдавський діяч, 1-й секретар ЦК КП Молдови. Депутат парламенту Молдови. Депутат Верховної Ради СРСР 8—11-го скликань. Народний депутат СРСР (1989—1991). Член ЦК КПРС у 1990—1991 роках. Член Політбюро ЦК КПРС з 25 квітня по 23 серпня 1991 року. Кандидат філософських наук.

## Життєпис
Народився в селянській родині. Трудову діяльність розпочав у 1952 році завідувачем шкільної бібліотеки села Гординешти Єдинецького району. У 1954 році — завідувач відділу Распопенського районного комітету комсомолу Молдавії.
У 1954—1956 роках служив у Радянській армії.
У 1956—1957 роках — інструктор, 2-й секретар Братушанського районного комітету комсомолу Молдавії.
Член КПРС з 1957 року.
У 1957—1959 роках — 1-й секретар Братушанського районного комітету комсомолу Молдавії.
У 1959—1960 роках — заступник завідувача відділу, 2-й секретар ЦК ЛКСМ Молдови.
З 1960 року — інструктор організаційно-інструкторського відділу Ради міністрів Молдавської РСР.
У 1965 році закінчив Кишинівський сільськогосподарський інститут імені Фрунзе.
У 1965—1966 роках — старший інструктор організаційно-інструкторського відділу Ради міністрів Молдавської РСР.
У 1966—1970 роках — 1-й секретар Котовського районного комітету КП Молдавії.
23 листопада 1970 — 8 червня 1973 року — заступник голови Ради міністрів Молдавської РСР.
8 червня 1973 — 7 липня 1980 року — 1-й заступник голови Ради міністрів Молдавської РСР.
У 1974 році закінчив Заочну вищу партійну школу при ЦК КПРС.
У 1980—1990 роках — голова Молдавської республіканської ради професійних спілок. У вересні 1990—1991 роках — голова Федерації незалежних профспілок РСР Молдова.
5 лютого — 23 серпня 1991 року — 1-й секретар ЦК КП Молдови.
З грудня 1991 року — радник генерального директора виробничого об'єднання «Мезон».
У 1993—1994 роках — посол Молдови в Білорусії.
У 1994—1998 роках — посол Молдови в Румунії, Греції та Кіпрі (за сумісництвом).
У 1998—2001 роках — депутат Парламенту Молдови, обраний від руху «За демократичну процвітаючу Молдову».
У 2001 році — посол Молдови в Ізраїлі.
Потім — на пенсії.

## Нагороди і звання
- Орден Пошани (Молдова) (Молдова) (22.04.2005)
- орден Жовтневої Революції
- два ордени Трудового Червоного Прапора
- орден Дружби народів (14.11.1980)
- орден «Знак Пошани»
- три медалі